# Alatina grandis
Alatina grandis är en nässeldjursart som först beskrevs av Agassiz och Mayer 1902.  Alatina grandis ingår i släktet Alatina och familjen Alatinidae. Inga underarter finns listade i Catalogue of Life.